# الجاسوس الذي أحبني (فلم)
الجاسوس الذي أحبني (بالإنجليزية: The Spy Who Loved Me) هو فيلم في سلسلة أفلام جيمس بوند انتج عام 1977. وهو الفيلم العاشر في سلسلة جيمس بوند من إنتاج شركة إيون للإنتاج . وهو الفيلم الثالث الذي يلعب فيه النجم روجر مور دور العميل السري الخيالي جيمس بوند . يشارك في بطولة الفيلم باربرا باخ وكيرت يورجنز ، وأخرجه لويس جيلبرت . كتب السيناريو كريستوفر وود وريتشارد مايبوم ، مع إعادة كتابة غير معتمدة بواسطة توم مانكيويتش .
يأخذ الفيلم عنوانه من رواية إيان فليمنج "الجاسوس الذي أحبني" عام 1962 ، وهو الكتاب العاشر في سلسلة جيمس بوند ، على الرغم من أنه لا يحتوي على أي عناصر من حبكة الرواية. تتضمن القصة شخصًا منعزلًا مصابًا بجنون العظمة يُدعى كارل سترومبرج ، الذي يخطط لتدمير العالم وإنشاء حضارة جديدة تحت البحر. يتعاون بوند مع العميلة السوفييتية ، أنيا أماسوفا ، لإيقاف الخطط، كل ذلك أثناء مطاردتهم من قبل أتباع سترومبرج القوي، جاوس .
تم تصويره في موقع في مصر ( القاهرة والأقصر ) وإيطاليا ( كوستا سميرالدا ، سردينيا )، مع مشاهد تحت الماء تم تصويرها في جزر البهاما ( ناساو )، وتم بناء مسرح صوتي جديد في استوديوهات باينوود لمجموعة ضخمة تصور الجزء الداخلي من ناقلة عملاقة . الجاسوس الذي أحبني لاقى استحسان النقاد، الذين رأوا الفيلم بمثابة عودة إلى شكل الامتياز وأشادوا بأداء مور. وصف مور نفسه الفيلم بأنه المفضل الشخصي خلال فترة عمله كبوند. الموسيقى التصويرية من تأليف مارفن هامليشلاقى أيضًا نجاحًا. تم ترشيح الفيلم لثلاث جوائز أكاديمية وسط العديد من الترشيحات الأخرى، وتم روايته عام 1977 بواسطة كريستوفر وود بدور جيمس بوند، الجاسوس الذي أحبني.

## أحداث الفيلم
اختفت فجأة غواصة الصواريخ الباليستية البريطانية والسوفيتية . تم استدعاء جيمس بوند - وكيل MI6 007 - للتحقيق. في طريقه إلى مؤتمره الصحفي ، يهرب بوند من كمين نصبته مجموعة من العملاء السوفييت في النمسا ، مما أسفر عن مقتل أحدهم خلال مطاردة تزلج على المنحدرات والتهرب من الآخرين. يتم تقديم خطط نظام تتبع الغواصات المتقدم للغاية في مصر . هناك ، يواجه بوند الرائد أنيا أماسوفا - عميل KGB Triple X - كمنافس لخطط الميكروفيلم . يسافرون عبر مصر معًا ، ويواجهون الفكين - قاتل طويل ذو أسنان فولاذية حادة - على طول الطريق. توحد بوند وأماسوفا على مضض بعد اتفاق هدنة من قبل رؤسائهما البريطانيين والسوفييت. اكتشفوا أدلة تربط الخطط بقطب الشحن والعالم المنعزل كارل سترومبرج.

## وصلات خارجية
- مقالات تستعمل روابط فنية بلا صلة مع ويكي بيانات